# Важке щастя
«Важке щастя» — радянський художній фільм режисера Олександра Столпера, знятий в 1958 році. Прем'єра відбулася 27 жовтня 1958 року. Фільм присвячений Ленінському комсомолу.

## Сюжет
У роки Громадянської війни, мандруючи з табором по степах південної Росії, циганча Коля Нагорний відбився від рідних і потрапив в російське село. Тут він мав пройти складний шлях і в боротьбі знайти своє циганське щастя і свободу.

## У ролях
- Михайло Козаков —  Микола Нагорний
- Валерій Ашуров —  Нагорний в дитинстві
- Віктор Авдюшко —  Серьога Гвозденко
- Євген Леонов —  Агафон
- Ніна Головіна —  Катя Єрмоліна
- Веріко Анджапарідзе —  бабуся Нагорного
- Антоніна Гунченко —  Марія
- Микола Луценко —  Лук'ян
- Олег Єфремов —  рудий хлопець
- Микита Кондратьєв —  Тимошка
- Микола Сморчков —  Микита
- Раднер Муратов —  циган дядько Петя
- Вікторія Радунська —  наречена Агафона
- Віталій Поліцеймако —  циганський барон Баро Широ
- Микола Сергєєв —  сільський староста Овсій Єрмолін
- Микола Бубнов —  Туляковський
- Віктор Яковлєв —  Євграф Нілович Зябликів
- Сергій Шишков —  ошатний циган
- Афанасій Кочетков —  куркульський син
- Павло Шальнов —  Пронька
- Геннадій Сергєєв —  Крамар
- Микола Сліченко —  циган з табору Лук'яна
- Іван Рижов —  театральний сторож
- Микола Гладков —  староста

## Знімальна група
- Режисер-постановник:  Олександр Столпер
- Сценарист:  Юрій Нагібін
- Головний оператор:  Олександр Харитонов
- Художник:  Олексій Пархоменко
- Композитор:  Микола Крюков